# Arrondissement de Châteaudun
L'arrondissement de Châteaudun est une division administrative française, située dans le département d'Eure-et-Loir et la région Centre-Val de Loire.

## Composition

### Cantons avant 2015
- Canton de Bonneval
- Canton de Brou
- Canton de Châteaudun
- Canton de Cloyes-sur-le-Loir
- Canton d'Orgères-en-Beauce

### Découpage communal depuis 2015
Depuis 2015, le nombre de communes des arrondissements varie chaque année soit du fait du redécoupage cantonal de 2014 qui a conduit à l'ajustement de périmètres de certains arrondissements, soit à la suite de la création de communes nouvelles. Le nombre de communes de l'arrondissement de Châteaudun est ainsi de 80 en 2015, 80 en 2016, 64 en 2017 et 61 en 2019.
Au 1er janvier 2024, l'arrondissement groupe les 61 communes suivantes :
1. Alluyes
2. Baigneaux
3. Bazoches-en-Dunois
4. Bazoches-les-Hautes
5. Bonneval
6. Bouville
7. Brou
8. Bullainville
9. La Chapelle-du-Noyer
10. Châteaudun
11. Cloyes-les-Trois-Rivières
12. Conie-Molitard
13. Cormainville
14. Courbehaye
15. Dambron
16. Dampierre-sous-Brou
17. Dancy
18. Dangeau
19. Donnemain-Saint-Mamès
20. Flacey
21. Fontenay-sur-Conie
22. Le Gault-Saint-Denis
23. Gohory
24. Guillonville
25. Jallans
26. Logron
27. Loigny-la-Bataille
28. Lumeau
29. Marboué
30. Meslay-le-Vidame
31. Moléans
32. Montboissier
33. Montharville
34. Moriers
35. Mottereau
36. Neuvy-en-Dunois
37. Nottonville
38. Orgères-en-Beauce
39. Péronville
40. Poupry
41. Pré-Saint-Évroult
42. Pré-Saint-Martin
43. Saint-Avit-les-Guespières
44. Saint-Christophe
45. Saint-Denis-Lanneray
46. Saint-Maur-sur-le-Loir
47. Sancheville
48. Saumeray
49. Terminiers
50. Thiville
51. Tillay-le-Péneux
52. Trizay-lès-Bonneval
53. Unverre
54. Vald'Yerre
55. Varize
56. Vieuvicq
57. Villampuy
58. Villemaury
59. Villiers-Saint-Orien
60. Vitray-en-Beauce
61. Yèvres

## Démographie
En 2022, l'arrondissement comptait 57 450 habitants.
| 1968   | 1975   | 1982   | 1990   | 1999   | 2006   | 2011   | 2016   | 2021   |
| ------ | ------ | ------ | ------ | ------ | ------ | ------ | ------ | ------ |
| 57 771 | 57 237 | 57 474 | 56 696 | 56 886 | 57 982 | 59 588 | 59 262 | 57 387 |

| 2022   | - | - | - | - | - | - | - | - |
| ------ | - | - | - | - | - | - | - | - |
| 57 450 | - | - | - | - | - | - | - | - |

## Sous-préfets
| Période          | Période         | Identité                               | Fonction précédente                                                                      | Observation                                                            |
| ---------------- | --------------- | -------------------------------------- | ---------------------------------------------------------------------------------------- | ---------------------------------------------------------------------- |
| 1815             |                 | Thomas Bluget de Valdenuit (1763-1846) |                                                                                          | Nommé aux Cent-Jours (1815), maintenu sous la Seconde Restauration     |
|                  |                 |                                        |                                                                                          |                                                                        |
| 1822             | 1830            | Hyacinthe de Quatrebarbes              | sous-préfet de Segré                                                                     |                                                                        |
|                  |                 |                                        |                                                                                          |                                                                        |
|                  | 5 août 1993     | Françoise Toussaint                    |                                                                                          | Nommée sous-préfet de Montdidier                                       |
|                  | 17 juillet 1995 | Michel Bonneau                         |                                                                                          | Nommé directeur du cabinet du préfet de Seine-et-Marne                 |
| 17 juillet 1995  | 22 avril 1998   | Michel Camus                           | Sous-préfet de Loches                                                                    | Nommé sous-préfet de Romorantin-Lanthenay                              |
|                  | 13 mars 2001    | Jacques Adans                          |                                                                                          | Nommé sous-préfet de Vouziers                                          |
| 10 avril 2001    | 4 juillet 2002  | Jacques Malet                          | Sous-préfet de Cosne-Cours-sur-Loire                                                     |                                                                        |
| 6 août 2002      | 20 juillet 2005 | Stéphane Lucien-Brun                   | Sous-préfet chargé de mission pour la politique de la Ville auprès du Préfet de Vaucluse | Nommé conseiller à la Chambre régionale des comptes Nord-Pas-de-Calais |
| 20 juillet 2005  | 3 février 2006  | Thierry Vinçon                         | Directeur du cabinet du préfet du Tarn                                                   | Nommé sous-préfet hors cadre                                           |
|                  | 5 novembre 2007 | Gautier Beranger                       |                                                                                          |                                                                        |
|                  |                 |                                        |                                                                                          |                                                                        |
| 1er juillet 2011 | 23 mai 2014     | Bernard Gonzales                       | Sous-préfet de Château-Salins                                                            |                                                                        |
|                  |                 |                                        |                                                                                          |                                                                        |
| 7 août 2015      | 1er août 2017   | Emmanuel Baffour                       | Attaché principal d'administration de l’État                                             | Nommé sous-préfet de La Trinité et de Saint-Pierre                     |
|                  |                 |                                        |                                                                                          |                                                                        |